# Pelodryadinae
Pelodryadinae is een onderfamilie van kikkers die behoort tot de familie Pelodryadidae. De groep werd voor het eerst wetenschappelijk beschreven door Albert Carl Lewis Gotthilf Günther in 1858. De groep werd lange tijd tot de familie boomkikkers (Hylidae) gerekend. In de literatuur wordt daarom vaak de verouderde situatie vermeld.
De onderfamilie Pelodryadinae wordt vertegenwoordigd door 110 verschillende soorten die verdeeld worden in twee geslachten.
Alle soorten komen voor in zuidelijk Azië en Australië.

## Geslachten
- Nyctimystes
- Ranoidea